# Dudleya pulverulenta
Dudleya pulverulenta là một loài thực vật có hoa trong họ Crassulaceae. Loài này được (Nutt.) Britton & Rose miêu tả khoa học đầu tiên năm 1903.